# Hank Aaron
Pour les articles homonymes, voir Aaron.
Henry Louis « Hank » Aaron, né le 5 février 1934 à Mobile, Alabama et mort le 22 janvier 2021 à Atlanta (Géorgie), est un ancien joueur de baseball américain. Il a joué pour les Braves de Milwaukee (1954-1965), puis a déménagé avec son équipe à Atlanta (Braves d'Atlanta) (1966-1974), avant de finir sa carrière à Milwaukee, pour les Brewers de Milwaukee (1975-1976).
Il est élu au Temple de la renommée du baseball en 1982.
Il a été le meneur pour les coups de circuit en carrière (755) pendant 33 ans jusqu'au 7 août 2007, soit jusqu'à ce que Barry Bonds le devance de 7 coups. Hank Aaron détient les records pour les points produits (2 297), le total de buts (6 856) et les coups sûrs de plus d'un but (1 477). Ses 3 771 coups sûrs en carrière représentent le 3e plus haut total de l'histoire après Pete Rose et Ty Cobb.

## Biographie

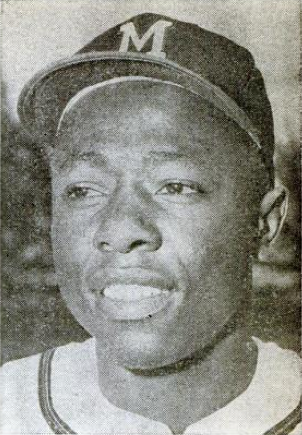
Hank Aaron en 1960.

### Débuts de sa carrière
Aaron commence sa carrière de joueur professionnel dans la Negro League avec les Black Bears de Mobile en Alabama. Il rejoint ensuite les Clowns d'Indianapolis en 1952 où il évolue comme arrêt-court jusqu'en juin. Il quitte alors la Negro League et signe pour le club école des Braves de Boston à Jacksonville dans la South Atlantic League. Il joue alors comme joueur de deuxième but.
Aaron fait ses débuts dans les Ligues majeures le 13 avril 1954 avec les Braves de Milwaukee contre Joe Nuxhall des Reds de Cincinnati. Le 15 avril il frappe son premier coup sûr contre Vic Raschi. Le 23 avril il frappe son premier coup de circuit, également contre Vic Raschi. Il termine sa première saison avec une moyenne de 0,280, 69 points produits et 13 coups de circuit. En 1955 il est sélectionné pour l'équipe des étoiles, la première de ses 21 présences en 23 saisons. En 1956 il mène la Ligue nationale pour la moyenne au bâton avec 200 coups sûrs en 609 présences au marbre. En 1957, il remporte son seul honneur du meilleur joueur de la Ligue nationale, étant classé premier pour les coups de circuit et les points produits. Le 21 juin 1959, il frappe trois coups de circuit en une partie pour la seule fois dans sa carrière.
Le 17 juin 1962, Hank Aaron est le 4e et avant-dernier joueur à frapper un circuit par-dessus la très éloignée clôture du champ centre au Polo Grounds de New York, après Babe Ruth, Luke Easter et Joe Adcock, et une journée avant Lou Brock.

### Années 1970

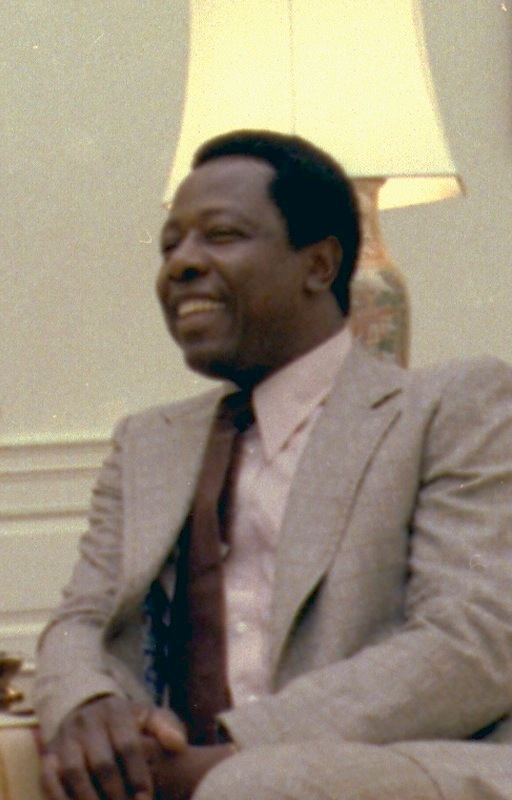
Hank Aaron en 1978.

Le 17 mai 1970 Aaron a frappé son 3000e coup sûr, n'ayant que 36 ans. Il est ainsi devenu le seul joueur (à l'époque) à avoir frappé 3000 coups sûrs et 500 coups de circuit. Le 27 avril 1971 Aaron a frappé son 600e coup de circuit. En 1972 il a dépassé Willie Mays pour la seconde place de tous les temps. Cette même année, il a obtenu son 2000e point produit. À la fin de la saison, il a dépassé Stan Musial pour le total des buts totaux. En 1973 Il a frappé 40 coups de circuit en 281 présences au bâton, pour finir la saison avec 713 coups de circuit — un seul de moins que le record de Babe Ruth (714).
Aaron, s'approchant alors du record de Ruth, a reçu un grand nombre de lettres racistes et violentes, mais est revenu à Atlanta pour la saison en 1974. Il a égalé le record contre les Reds de Cincinnati et le 8 avril 1974 il a frappé son 715e coup de circuit contre Al Downing des Dodgers de Los Angeles. Il a fini la saison avec 733 circuits.
Entre 1974 et 1975 il fut acquis par les Brewers de Milwaukee qui étaient à l'époque une franchise de la Ligue américaine. Aaron a donc pu prolonger sa carrière comme frappeur désigné dans la ville où il avait amorcé sa carrière. Au cours de ces deux dernières saisons, il a frappé 12 et 10 circuits pour finir sa carrière avec 755 coups de circuit, un record qui a tenu 33 ans avant d'être battu le 7 août 2007 par Barry Bonds, atteignant les 762 coups de circuit. En raison de soupçons de dopage concernant Barry Bonds, certains considèrent toujours Hank Aaron comme détenteur du record.
Le Prix Hank Aaron honore le meilleur frappeur de chaque ligue de la MLB depuis 1999.

### Décès
Aaron meurt le 22 janvier 2021 à l'âge de 86 ans. Une cérémonie a eu lieu en son honneur au SunTrust Park d'Atlanta, où d'anciens joueurs et dignitaires, dont Marquis Grissom, Chipper Jones, Rob Manfred et Brian Snitker, ont partagé leurs souvenirs de l'ancienne vedette du baseball,.
Aaron s'est publiquement fait vacciner contre le COVID-19 le 5 Janvier 2021 à l'école de Médecine de Morehouse, Atlanta, Georgia. Aaron et quelques autres personnalités afro-américaines, comme Andrew Young, leader des droits civiques, se sont engagés afin de montrer la sécurité du vaccin Moderna et encourager d'autres Afro-Américains à se faire vacciner. Le maire d'Atlanta réfute tout lien entre le décès du champion et sa vaccination. Il est mort paisiblement pendant son sommeil et n'a eu aucun effet secondaire après l'injection.

## Palmarès

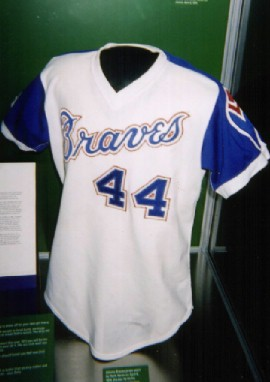
La chemise portée par Hank Aaron lorsqu'il bat le record de circuits de Babe Ruth en 1974.

- Premier pour le total de buts (6856)
- Premier pour les coups sûrs de plus d'un but (1477)
- Premier pour les points produits (2297)
- 2e pour les coups de circuit (755)
- 2e pour les présences au bâton (12364)
- 3e pour les parties jouées (3298)
- 3e pour les coups sûrs (3771) (premier parmi les droitiers)
- 4e pour les points (2174)
- 10e pour les doubles (624)

## Honneurs
- Le meilleur joueur des ligues majeures en 1975
- Leader à la moyenne au bâton (1956, 1959)
- Leader aux coups de circuit (1957, 1963, 1966, 1967)
- Gagnant du gant doré (1958, 1959, 1960)
- Élu au Temple de la renommée du baseball avec 97,8 % du vote (1982)[9]
- En 2002, l'historien et philosophe Molefi Kete Asante le répertorie dans son dictionnaire des 100 grandes figures afro-américaines / 100 Greatest African Americans[10]
- En 2015, il est fait officier de l'ordre du Soleil levant « pour sa contribution à la promotion des échanges de jeunes et des relations amicales entre le Japon et les États-Unis au travers du baseball ». La décoration lui est remise l'année suivante par le consul général du Japon à Atlanta, Takashi Shinozuka[11],[12].

### Filmographie
- 1987 : MacGyver (saison 3, épisode 3 "Le retour de Jimmy") : lui-même
- 2002 : Futurama (série TV) : La tête de Hank Aaron (voix)